# Xyloblaptus quadrispinosus
Xyloblaptus quadrispinosus is een keversoort uit de familie boorkevers (Bostrichidae). De wetenschappelijke naam van de soort is voor het eerst geldig gepubliceerd in 1866 door LeConte.